# J.P. Bager
Johan Peter Bager, känd som J.P. Bager, född 25 juli 1906 i Malmö, död 10 februari 1973 i Malmö, var en svensk företagsledare. 
Bager, som var son till grosshandlare Harald Bager och Ellen Hebbe, avlade studentexamen vid Lundsbergs skola 1926, studerade vid textilskola i Chemnitz 1928–1929, handelsskola i Brighton 1929–1930 och bedrev textilstudier i USA 1930. Han var direktörsassistent vid Sveriges förenade linnefabrikers AB i Alingsås 1930–1932, vid Mölnlycke Väfveri AB 1933–1934 och verkställande direktör för AB Malmökonfektion i Malmö från 1935. Han var ordförande i Malmö högerförbund 1957–1964. Han var bland annat styrelseledamot i Skånemässan, i Malmö barnsjukhus, i Konfektionsindustriförbundet samt revisor i Skandinaviska banken och Malmö sparbank Bikupan. Han var vice ordförande kommittén för byggnadsinventering samt suppleant i teaterstyrelsen och museinämnden. Han avlade reservofficersexamen 1929 och blev kapten i Norra skånska infanteriregementets reserv 1942. J.P. Bager är begravd på Limhamns kyrkogård i Malmö.